# Даут-Каюпово
Дау́т-Каю́пово (рос. Даут-Каюпово, башк. Дауыт-Ҡайып) — присілок у складі Кугарчинського району Башкортостану, Росія. Входить до складу Тляумбетовської сільської ради.
Населення — 141 осіб (2010; 187 в 2002).
Національний склад:
- башкири — 98%